# 张清常
张清常（1915年—1998年），男，贵州安顺人，中国汉语言学家、语言教育家。国立西南联合大学校歌《满江红》的作曲者。